# Anhor
Anhor, auch Anhuret, ist ein altägyptischer Kriegs- und Jagdgott, der auch in Nubien (Abu Simbel) verehrt wurde. Die Griechen nannten ihn Onuris (Ὀνούρις), abgeleitet vom ägyptischen „an-heret“: „Der die Weite (heret = das Entfernte, Himmel) nahebringt (an)“.

## Bedeutung
Im Glauben der alten Ägypter vernichtete diese Gottheit die Feinde des Re, wodurch er vom Jagdgott zum Kampfgott wird. Seine Begleiterin und Gemahlin ist die Löwengöttin Mehit, die er von ferne herbrachte (Name!). Im Neuen Reich war er sehr populär, berühmte Krieger identifizierten sich mit ihm und Schauschlachten wurden zu seinen Ehren abgehalten. Beide zählen seit der Zeit von Ramses IV. zur Neunheit von Heliopolis. Zuweilen wird sein Name auch als Himmelsträger übersetzt („an“ = trägt, „heret“ = Himmel) und später als „Schu“ identifiziert (gleiche Haartracht). Letztendlich verschmolzen beide zu einer Gottheit. Das Kultzentrum des Gottes war in alter Zeit Thinis, später aber auch in Armant und Gebel el-Silsile. In die Spätzeit datierte Darstellungen weisen eine Verehrung des Gottes als Anhor-Schu in Sebennytos und Hibis nach. Kaiser Tiberius ließ sich als Anhor mit der vierfachen Feder darstellen. Weiterhin gab es eine Verbindung mit Schu-Arensnuphis in Unternubien.

## Darstellung
Anhor wird als lanzentragender Krieger dargestellt, mit Bart und langem Gewand, vier hohe Federn auf dem Kopf tragend. Seltene Abbildungen zeigen ihn auch mit einem Ibiskopf oder auch Löwenkopf, symbolhaft für seine Stärke und Kraft, dazu mit rockartigem Gewand.